# Choi Sang-mok
Choi Sang-mok (în coreeană 최상목; n. 13 martie 1960, Seul, Coreea de Sud) este un politician sud-coreean care a ocupat funcțiile de președinte interimar și prim-ministru interimar al Coreei de Sud din decembrie 2024 până în martie 2025, în urma demiterii lui Han Duck-soo, decizie care a fost ulterior anulată de Curtea Constituțională.
Choi a fost viceprim-ministru și ministru al economiei și finanțelor din decembrie 2023 până în mai 2025. Inițial, se aștepta ca Choi să preia din nou funcțiile de președinte interimar și prim-ministru interimar pe 2 mai, după demisia lui Han Duck-soo, care a decis să candideze la președinție, însă Choi a demisionat în seara zilei de 1 mai, anticipând un vot de suspendare în Adunarea Națională. Prin urmare, viceprim-ministrul și ministrul educației, Lee Ju-ho⁠(d), a preluat funcția de președinte interimar.

## Biografie
Choi s-a născut la 7 iunie 1963 în Seul, Coreea de Sud. După ce a absolvit Liceul Osan (a 72-a promoție), a intrat în 1982 la Facultatea de Drept a Universității Naționale din Seul (clasa din 1982), unde a ales Departamentul de Drept în al doilea an de studii. În anul 1985, a promovat cel de-al 29-lea examen național de administrație publică. În iunie 1996, a obținut titlul de doctor în economie la Universitatea Cornell, specializându-se în macroeconomie.

## Carieră

### Începuturi
Choi s-a înrolat în armată la 13 octombrie 1986, după ce a fost clasificat ca rezervist cu termen de șase luni, fiind singurul moștenitor de sex masculin al tatălui său. A servit ca soldat administrativ (specializare generală administrativă) în Biroul Comandamentului Statului Major al Armatei și a fost lăsat la vatră cu gradul de soldat simplu pe 12 aprilie 1987.

### Vice-ministru (2014–2017)
Între octombrie 2013 și iulie 2014, Choi a ocupat funcția de vicepremier pentru afaceri economice și consilier politic al ministrului strategiei și finanțelor, iar în iulie 2014 a devenit secretar pentru economie și finanțe în cadrul Biroului consilierului economic-șef al secretariatului prezidențial. Ulterior s-a întors la Ministerul Finanțelor, unde a fost promovat vice-ministru și a ocupat funcția de prim-vice-ministru al Ministerului Strategiei și Finanțelor până în mai 2017, când a preluat mandatul administrația Moon Jae-in.

### Carieră în sectorul privat (2019–2020)
La 22 martie 2019, Choi a fost numit director extern al companiei Ildong Holdings, iar la 12 martie 2020 a fost numit director extern al Shinhan Securities.
La 24 martie 2020, Choi a fost numit al 26-lea președinte al Colegiului Cooperativelor Agricole (Agricultural Cooperative College).

### Vicepremier (2022–2025)
În martie 2022, după alegerea lui Yoon Suk-yeol ca președinte, Choi a participat în cadrul celui de-al 20-lea Comitet prezidențial de tranziție în calitate de secretar al Diviziei Economie 1. În această perioadă, el a atras atenția ca potențial candidat la funcția de prim-vicepremier și ministru al economiei și finanțelor în guvernul Yoon Suk-yeol, precum și de președinte al Comisiei pentru servicii financiare, alături de deputatul Choo Kyung-ho și fostul șef al Oficiului de coordonare a afacerilor statului. Totuși, Choi a fost numit în funcția de secretar economic principal în cadrul Biroului Președintelui.

### Ministru al Economiei și Finanțelor
După ce a fost numit vicepremier și ministru al strategiei și finanțelor de către președintele Yoon Suk Yeol, Choi a declarat într-o conferință de presă că întărirea eforturilor de stabilizare a mijloacelor de trai ale populației va fi cea mai importantă prioritate sub conducerea sa. Deși era unul dintre loialiștii conservatori ai lui Yoon, s-a opus deschis planului acestuia privind legea marțială.

### Președinte și prim-ministru interimar (2024–2025)
În urma suspendării din funcție a prim-ministrului sud-coreean și președinte interimar Han Duck-soo, la 27 decembrie 2024, Choi Sang-mok a devenit atât președinte interimar, cât și prim-ministru interimar al Coreei de Sud.

#### Catastrofa zborului Jeju Air 2216
La doar două zile după începutul mandatului său interimar de președinte, Choi Sang-mok s-a confruntat cu prăbușirea zborului Jeju Air 2216, cel mai grav accident aviatic produs pe teritoriul sud-coreean. Printre primele sale acțiuni s-a numărat declararea oficială a comitatului Muan, locul tragediei, ca zonă specială de dezastru. De asemenea, a ordonat o revizuire de urgență a sistemelor de operare a aeronavelor din Coreea de Sud.
La 31 decembrie 2024, Choi Sang-mok a numit pe Chung Kyesun și Cho Hanchang în Curtea Constituțională a Coreei, în încercarea de a acoperi posturile vacante – o problemă ce contribuise anterior la destituirea lui Han Duck-soo, care refuzase să numească trei judecători. Decizia a fost criticată atât de Partidul Puterii Poporului (PPP), aflat la guvernare, care se opunea oricărei numiri făcute de un lider interimar, cât și de opoziția Partidului Democrat (DPK), care a acuzat refuzul lui Choi de a-l numi pe al treilea candidat, Ma Eun-hyuk, invocând lipsa sprijinului bipartizan pentru acesta. Numirile au provocat demisia în bloc a unor oficiali de rang înalt apropiați de președintele suspendat Yoon Suk Yeol, din cadrul biroului prezidențial, care a declarat că acțiunea „depășește atribuțiile unui lider interimar”. Choi a respins însă demisiile. În același timp, Choi a respins prin veto două proiecte de lege privind consilieri speciali care urmăreau investigarea lui Yoon Suk Yeol și a soției acestuia, Kim Keon-hee, în legătură cu declarația de lege marțială și acuzații de corupție. De asemenea, în ianuarie 2025 a respins o versiune revizuită a unuia dintre proiecte, invocând lipsa unui consens bipartizan, iar în martie a respins un alt proiect de lege ce viza o anchetă asupra lui Yoon pentru un scandal de trafic de influență în timpul unor alegeri parlamentare parțiale din 2022.
Choi Sang-mok a fost de asemenea criticat pentru rolul său în eșecul tentativei de arestare a fostului președinte Yoon Suk Yeol la reședința acestuia, pe 3 ianuarie 2025. Partidul Democrat (DPK) l-a acuzat pe Choi că a obstrucționat executarea mandatului de arestare emis de Biroul de Investigații pentru Corupția Oficialilor de Rang Înalt (CIO), permițând Serviciului de Securitate Prezidențială să blocheze accesul anchetatorilor la reședința lui Yoon.
Pe 6 februarie, Choi Sang-mok a fost audiat de Adunarea Națională în legătură cu un memorandum primit de la Yoon Suk Yeol, în care acesta ordona crearea unui buget destinat unui organism legislativ de urgență care urma să fie instituit în perioada legii marțiale.
La 27 februarie, Curtea Constituțională a decis că refuzul lui Choi de a valida numirea lui Ma Eun-hyuk în cadrul Curții a încălcat dreptul Adunării Naționale de a alege un judecător constituțional. Cu toate acestea, Curtea a respins petiția care solicita numirea imediată a lui Ma.
La 18 martie, Choi a refuzat promulgarea unui proiect de lege care viza reformarea proceselor decizionale din cadrul Comisiei Coreene pentru Comunicații (KCC), invocând „elemente neconstituționale semnificative” și îngrijorări legate de stabilitatea funcționării instituției.
În urma anulării destituirii lui Han Duck-soo de către Curtea Constituțională, la 24 martie 2025, Choi Sang-mok a fost eliberat din funcțiile de președinte interimar și prim-ministru interimar.

#### Tentativă de demitere
La 21 martie 2025, Partidul Democrat (DPK) și alte patru partide de opoziție au depus în Adunarea Națională o moțiune de demitere împotriva lui Choi Sang-mok, invocând refuzul acestuia de a numi judecători la Curtea Constituțională⁠. Petiționarii l-au acuzat, de asemenea, că a sprijinit declarația de lege marțială a fostului președinte Yoon Suk Yeol din decembrie 2024, că nu a numit un procuror independent susținut de Adunarea Națională pentru a investiga o posibilă tentativă de insurecție a lui Yoon, în ciuda adoptării unei rezoluții legislative în acest sens⁠, și că a omis să acționeze în privința candidaturii unui magistrat propus pentru Curtea Supremă a Coreei⁠.
După ce Choi Sang-mok a revenit în funcția anterioară de ministru de finanțe, moțiunea de demitere a fost transmisă plenului Adunării Naționale la 2 aprilie 2025⁠. Cu toate acestea, Choi a demisionat cu doar câteva minute înainte ca plenul să voteze asupra moțiunii, la 1 mai, ceea ce a dus la suspendarea procedurilor⁠. Plecarea sa a redus numărul membrilor din cabinetul guvernamental la 14, sub pragul minim de 15 necesar pentru convocarea acestuia conform Constituției⁠.